# Eusébio Guterres
Eusébio Guterres ist ein Politiker aus Osttimor. Er ist Mitglied der Partido Democrático (PD).
In der indonesischen Besatzungszeit war Guterres Mitglied der RENETIL und arbeitete intensiv an deren Zeitung „Vox Populi“ mit. Nach dem Abzug der Indonesier wurde er als Vertreter der Arbeiterschaft Mitglied im National Council (NC), der von 2000 bis 2001 bestand.
Guterres wurde bei den Wahlen 2001 auf Platz 6 der PD-Liste in die Verfassunggebende Versammlung gewählt. Mit der Unabhängigkeit Osttimors am 20. Mai 2002 wurde die Versammlung zum Nationalparlament und Guterres Abgeordneter. Hier war er Mitglied der Kommission F (Kommission für Gesundheit, soziale Angelegenheiten, Solidarität und Arbeit). Bei den Neuwahlen im Juni 2007 trat er nicht mehr an.
Von 2006 bis 2011 war Guterres zweiter Vizegeneralsekretär der PD.